# Misato (Kodama)
Misato (美里町?) è una cittadina giapponese della prefettura di Saitama.